# 等式コンパクト代数
普遍代数学及びモデル理論において、等式コンパクト（英: equationally compact）とは、代数系の持つ性質の一種であり、位相空間論におけるコンパクト性のある種の代数的な類似物である。この概念はヤン・ミシェルスキーによって導入された。

## 定義
一階述語論理の言語 L を固定する。L-論理式の部分集合 K について、構造 A が K-コンパクト（弱 K-コンパクト）とは、任意の {\displaystyle \Sigma \subseteq K(A)}（{\displaystyle \Sigma \subseteq K}）について、Σ の任意有限部分がAで充足可能ならば Σ 自体が充足可能となるときをいう。ここで、K を論理式全体とし、Σ を濃度 κ 未満に制限したとき、K-コンパクト性は κ-級飽和性、弱 K-コンパクト性は κ-級広大性と呼ばれる。
代数系 A が等式コンパクト（弱等式コンパクト）であるとは、K を等式全体としたとき、A が K-コンパクト（弱 K-コンパクト）であるときをいう。

## コンパクト性との関係
代数系の等式コンパクト性は位相空間のコンパクト性を弱めた性質と見做せる。位相を備えた代数系であって、位相空間としてハウスドルフであり、かつ各演算がその位相について連続であるものを位相代数系と呼ぶことにする。例えば位相群はハウスドルフ位相を備えた群であって積と逆元を取る演算が連続なものをいう。位相代数系 A が位相空間としてコンパクトならば、代数系として等式コンパクトとなる。実際、任意の等式 {\displaystyle t({\vec {x}})=u({\vec {x}})}  に対して、解全体 {\displaystyle \{{\vec {a}}\in A^{X}|\mathbf {A} \models t({\vec {a}})=u({\vec {a}})\}}（ここで X は変数全体の集合）は閉集合となることがハウスドルフ性および演算の連続性より分かる。したがって、A において有限充足可能な等式の集合は、直積空間 {\displaystyle A^{X}} の有限交叉性を持つ閉集合族に対応する。チコノフの定理より {\displaystyle A^{X}} はコンパクトであるから、この閉集合族は空でない共通部分を持つ。すなわち等式の集合には共通解が存在する。

## 超準解析との関係
代数系 A を代数系 B の初等部分構造とし、A は等式コンパクトであるとする。このとき A は B のレトラクトとなる。各 {\displaystyle b\in B} に対して相異なる変数記号 {\displaystyle x_{b}} を用意する。これらを自由変数として持つ A 上の等式であって {\displaystyle x_{b}=b} と代入したときに B において真になるもの全体を {\displaystyle \Sigma } とおく。{\displaystyle \Sigma } は B において（有限）充足可能であるから、初等性より A において有限充足可能である。A の等式コンパクト性より {\displaystyle \Sigma } は A において充足可能である。すなわち、写像 {\displaystyle f\colon B\to A} が存在して、{\displaystyle \Sigma } に現れる {\displaystyle x_{b}} を {\displaystyle f(b)} に置き換えたものが A において真となる。各 {\displaystyle a\in A\subseteq B} に対し、等式 {\displaystyle x_{a}=a} は {\displaystyle \Sigma } に属すから、{\displaystyle f(a)=a} が成り立つ。また、{\displaystyle F} を n-項関数記号とすれば、等式 {\displaystyle F(x_{b_{1}},\ldots ,x_{b_{n}})=x_{F^{B}(b_{1},\ldots ,b_{n})}} は {\displaystyle \Sigma } に属すから、{\displaystyle F^{A}(f(b_{1}),\ldots ,f(b_{n}))=f(F^{B}(b_{1},\ldots ,b_{n}))} が成り立つ。すなわち {\displaystyle f\colon \mathbf {B} \to \mathbf {A} } は準同型であって {\displaystyle A} を固定する。例えば、代数系 A はその超準拡大 {\displaystyle {}^{\ast }\mathbf {A} } のレトラクトとなる。
アーベル群 G が等式コンパクトであることと、G-係数チェック・ホモロジーがコンパクトハウスドルフ空間（またはコンパクト距離空間）に対する完全性公理を満たすこととは同値である。十分に飽和的な超準モデルにおいては、飽和性に依存したある重み未満の任意のコンパクトハウスドルフ空間について、アーベル群 G の超準拡大 {\displaystyle {}^{\ast }\mathbf {G} } を係数に持つMcCordホモロジーとチェック・ホモロジーが同型となる。一方、アーベル群 G の超準拡大 {\displaystyle {}^{\ast }\mathbf {G} } であって等式コンパクトでないものが存在することから、McCordホモロジーとチェック・ホモロジーの同型が成立しないような超準モデルが存在することが従う。